# 스코네 전쟁
스코네 전쟁은 1675년부터 1679년까지 덴마크-노르웨이와 스웨덴 사이에 일어난 전쟁이다.
스웨덴은 브란덴부르크프로이센 공국의 선제후였던 프리드리히 빌헬름 1세와의 전쟁에서 유럽 대륙의 영토를 일시적으로 상실했다. 스웨덴이 프랑스 왕국의 압력으로 인해 포메라니아 서부를 브란덴부르크 선제후에게 반환하면서 스웨덴의 영향력은 크게 감소하게 된다.
유럽 대륙 본토에서 스웨덴이 고전하는 모습을 본 덴마크의 크리스티안 5세 국왕은 스코네 탈환을 노리고 있던 스웨덴에 전쟁을 선포하게 된다. 네덜란드는 덴마크를 지원하기 위해 네덜란드 해군을 출격시키면서 프랑스-네덜란드 전쟁의 교전 당사국들을 상대로 전투를 벌였고 브란덴부르크 또한 스웨덴을 상대로 전쟁을 선포했다.
전쟁 초기에는 스웨덴 육군과 해군이 약세를 보였기 때문에 덴마크 군대가 우위를 점했다. 그렇지만 스웨덴이 덴마크의 영토로 있던 스코네를 탈환하면서 반격에 성공했고 전쟁은 교착 상태에 빠지게 된다. 1678년 네덜란드와 스웨덴 사이에 네이메헌 조약이 체결되면서 네덜란드는 전쟁에서 이탈하게 된다.
1679년 8월 23일 덴마크와 스웨덴은 퐁텐블로(Fontainebleau)에서 프랑스의 중재를 통해 진행된 평화 교섭에서 평화 조약인 퐁텐블로 조약에 서명했다. 스코네 전쟁과 관련된 평화 조약으로는 1679년 6월 29일 스웨덴, 브란덴부르크, 프랑스 사이에 체결된 생제르맹앙레(Saint-Germain-en-Laye) 조약, 1679년 9월 26일 스웨덴, 덴마크 사이에 체결된 룬드(Lund) 조약이 있다.